# Gekkenwerk (album)
Gekkenwerk is het zesde studiomuziekalbum van de Nederlandse muziekgroep Het Goede Doel.

## Geschiedenis
Het album begon als een nieuw album dat Henk Westbroek eind 2007 wilde opnemen in de Stu-Stu-Studio te Maarssen. Deze studio wordt beheerd door Henk Temming. De samenwerking wilde zo goed vlotten, dat er uiteindelijk een album onder de groepsnaam uitkwam en dat er ook een aantal theateroptredens werd verzorgd. Het album werd eerst op 15 april 2008 als downloadalbum door IT-Staffing beschikbaar gesteld voor gratis download voor een termijn van een jaar. De heren zagen uitbrengen van een compact disc niet meer als rendabel.
Op 25 september 2008 komt het album toch uit als officiële release met een extra track.

## Musici
- Henk Temming – zang, keyboards
- Henk Westbroek – zang,
- Arnold van Dongen – gitaar
- Lené te Voorhuis – basgitaar
- Danny Sahupala – slagwerk
- Ton Snijders – bandleider, samples en theremin op (6)
- Sander van Herk – gitaar op (2)
- City of Prague Philharmonia o.l.v. Richard Hein –strijkers

voor de track Hoofdpijn werden Thijs de Melker (gitaar), Ton Snijders en Ra Kruss (altviool) ingeschakeld.

## Composities
Alleen door Henk en Henk
1. Laat me in de waan (4:38)
2. Naast jou (3:12)
3. Beter laat dan nooit (3:58)
4. Quasi zorgeloos (4:12)
5. God (4:48)
6. Emigreren (3:25)
7. Bang (5:15)
8. Laten we dansen (5:30)
9. Was alles maar precies zoals het was (5:37)
10. Rozen (3:56)
11. Gekkenwerk (6:38)
12. Hoofdpijn (3:50)

## Single
Als single Naast jou is als download beschikbaar.

## Toer
Voorafgaand aan het uitbrengen van de cd trad Het Goede Doel al op, ze gaven onder meer een gratis concert op 5 mei 2008 op het marktplein van Zoetermeer tijdens het Bevrijdingsfestival aldaar. Het concert werd door 12.000 mensen bezocht. Daarna werd er nog op diverse festivals opgetreden met zowel nieuw als oud repertoire.
Nadat de cd was uitgegeven volgde een tournee langs theaters in Nederland. Het eerste optreden was een try out in thuishonk Pim Jacobs Theater te Maarssen (8 november 2008). Het eerste officiële optreden was in Koninklijk Theater Carré te Amsterdam op 10 november. De band voor die tournee was samengesteld uit Joost Vergoossen (gitaar), Hans van den Hurk (drums), Geert Keysers (keyboards), Peters Hermesdorf (saxofoon, keyboard), Richard Ritterbeeks (bas). De laatste werd tijdelijk vervangen door Charles Nagtzaam (vijfmaal)en Xander Buvelot (eenmaal).
Als slot was er een concert op 11 april 2009 in Ahoy Rotterdam om geld in de zamelen (goede doel) voor de stichting ViAfrica, een stichting die in Tanzania en Kenia bezighoudt met het ondersteunen van computertoepassingen op middelbare scholen.